# Cerro El Pital
Cerro El Pital är ett berg i Honduras och El Salvador. Det ligger i den västra delen av Honduras och norra delen av El Salvador. 210 km väster om Honduras huvudstad Tegucigalpa. Toppen på Cerro El Pital är 2 730 meter över havet.
Terrängen runt Cerro El Pital är bergig västerut, men österut är den kuperad. Cerro El Pital är den högsta punkten i trakten. Runt Cerro El Pital är det ganska tätbefolkat, med 65 invånare per kvadratkilometer. Närmaste större samhälle är Nueva Ocotepeque, 8,0 km nordväst om Cerro El Pital. Omgivningarna runt Cerro El Pital är en mosaik av jordbruksmark och naturlig växtlighet.